# Nespereira (Lousada)
Nespereira ist eine Gemeinde (Freguesia) im portugiesischen Kreis Lousada. In ihr leben 2083 Einwohner (Stand 30. Juni 2011).

## Geschichte
Die erste schriftliche Erwähnung des Ortes stammt aus dem Jahr 1082. In den königlichen Erhebungen von 1258 war Nespereira bereits als eine Gemeinde im Kreis Lousada vermerkt.
Ende des 18. Jahrhunderts entstanden hier erste kleine Betriebe der Textilindustrie, Metallverarbeitungsbetriebe und Schreinereien. 1913 wurde eine Schmalspurbahn von Penafiel nach Lixa eröffnet, die u. a. die Verbindung zur Linha do Tâmega herstellen sollte. Seither nahm die Gemeinde einigen Aufschwung, gleichwohl die Bahnlinie nach 1920 konkurs ging und aufgelöst wurde. Die Landwirtschaft ist trotz einiger Industrie- und Handelsunternehmen bis heute der wichtigste Wirtschaftsfaktor in der Gemeinde, insbesondere der Anbau von Weizen und Wein.

## Bevölkerungsentwicklung
| 1960 | 1991 | 2011 |
| 798  | 1729 | 2083 |